# تپه نصر۲
تپه نصر۲ مربوط به هزاره ۴ و ۳ قبل از میلاد - سده‌های اولیه و میانه دوران‌های تاریخی پس از اسلام است و در شهرستان دهلران، بخش موسیان، دشت عباس، روستای نصر واقع شده و این اثر در تاریخ ۱۵ دی ۱۳۸۷ با شمارهٔ ثبت ۲۴۰۳۲ به‌عنوان یکی از آثار ملی ایران به ثبت رسیده است.